# Germaine Greer

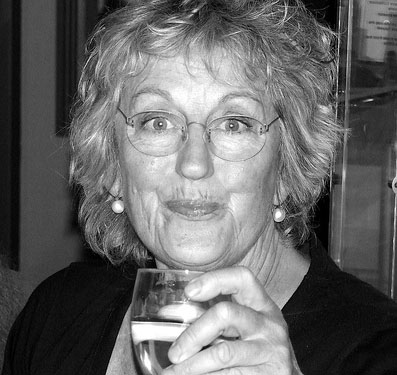
Germaine Greer

Germaine Greer (n. 29 ianuarie 1939, Melbourne, Victoria, Australia) este o scriitoare australiană, jurnalistă și profesoară de literatură engleză, văzută ca una dintre cele mai importante voci ale feminismului în secolul al XX-lea.
Ideile lui Greer au creat multe controverse, odată cu publicarea best-seller-ului The Female Eunuch (1970), carte care i-a adus atât adorație, cât și critici. Este, de asemenea, autoarea cărților Sex and Destiny: The Politics of Human Fertility (1984), The Change: Women, Ageing and the Menopause și Shakespeare's Wife (2007).